# 蛮河
蛮河，是中国长江流域汉水水系的一条河流，汇入汉水中游右岸。河长188千米，流域面积3244平方千米，多年平均流量46立方米每秒。自然落差1080米。水能理论蕴藏量3万千瓦。